# Dorcadion bistriatum
Dorcadion bistriatum là một loài bọ cánh cứng trong họ Cerambycidae.